# Manga (militar)
Antiguamente se llamaba manga a un pequeño destacamento, partida de tropa que se separaba del cuerpo principal y cuya corta fuerza se empleaba en operaciones secundarias y poco decisivas. 
Todavía, aunque poco, se usaba de esta voz en tiempo de Felipe V. Puede considerarse la manga como la mitad o cuarta de una compañía e incluso, a veces como fracción menor. 